# Możesz na mnie liczyć
Możesz na mnie liczyć (ang. You Can Count on Me) – amerykański dramat filmowy z 2000 roku w reżyserii Kennetha Lonergana. Zdjęcia kręcono w stanie Nowy Jork. Film uhonorowano licznymi nagrodami, m.in. podczas Festiwalu Filmowego Sundance.

## Obsada
- Laura Linney – Samantha "Sammy" Prescott
- Mark Ruffalo – Terry Prescott
- Rory Culkin – Rudy Prescott
- Matthew Broderick – Brian Everett
- Jon Tenney – Bob Steegerson
- J. Smith-Cameron – Mabel
- Gaby Hoffmann – Sheila
- Adam LeFevre – szeryf Darryl
- Kenneth Lonergan – Ron
- Nina Garbiras – Nancy Everett
- Kim Parker – dziewczyna Rudy'ego Sr.
- Josh Lucas – Rudy Sr.